# Edmond de Schwarzenberg
Pour les articles homonymes, voir Schwarzenberg.
Le prince Edmond de Schwarzenberg (Edmund Leopold Friedrich Fürst zu Schwarzenberg), né le 18 novembre 1803 à Vienne (Autriche) et mort le 17 novembre 1873 au château de Worlik en Bohême, est un « Feldmarschall » de l'empire d'Autriche, issu de la maison princière des Schwarzenberg.

## Biographie
Le prince Edmond de Schwarzenberg est le plus jeune fils du prince Charles-Philippe de Schwarzenberg, héros de la bataille des Nations à Leipzig en 1813 contre la Grande Armée de Napoléon. Il entre en 1821 comme cadet de l'armée impériale autrichienne. Il gravit les échelons de la hiérarchie militaire et il devient colonel en 1836, puis commandant du IVe régiment de cuirassiers. Il est général major en 1844 au Conseil de guerre de la Cour (Hofkriegsrat). Les révolutions de 1848 le voient général de brigade de l'armée de Radetzky en Italie, où il est décoré lors de combats. Il est décoré de l'ordre militaire de Marie-Thérèse le 4 août 1848 après la bataille de Milan.
Peu de temps après, le général est envoyé dans le royaume de Hongrie, où il participe aux combats de l'hiver 1848-1849. Il est nommé commandant du troisième corps d'armée en 1859, cantonné en Italie. Il participe à la bataille de Solférino le 4 juin, puis il passe après la paix au deuxième corps d'armée, et il devient général commandant en Basse et Haute-Autriche. Il est notamment cantonné à Salzbourg et en Styrie.
Il démissionne, officiellement pour raison de santé, en 1860.
Il est néanmoins nommé Feldmarschall, le 18 octobre 1867, par l'empereur François-Joseph pour rappeler la gloire de son père, lorsque l'on pose en sa présence la première pierre d'un monument en sa mémoire, sur la place Schwarzenberg à Vienne.
Il est le dernier officier de l'armée impériale à accéder à ce rang en Autriche-Hongrie.
Il meurt dans son château de Worlik (aujourd'hui Orlik) en Bohême.

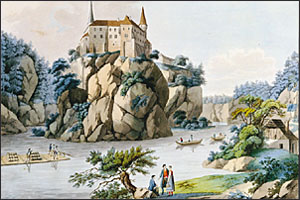
Vue du château de Worlik